# Awei (Vanuatu)
Awéi (auch  Île Ui und Îlot Awé genannt) ist eine kleine unbewohnte Insel der Neuen Hebriden in der Provinz Malampa des Inselstaats Vanuatu.

## Geografie
Die Insel liegt vor der Südostküste von Malakula, zusammen mit Vulaï, Île Limani und anderen.